# Pitta iris
La pitta arcobaleno (Pitta iris Gould, 1842) è un uccello passeriforme della famiglia dei Pittidi.

## Descrizione

### Dimensioni
Misura fino a 18 cm di lunghezza, per un peso di 55-72 g. La femmina è leggermente più piccola ed esile del maschio a parità d'età.

### Aspetto

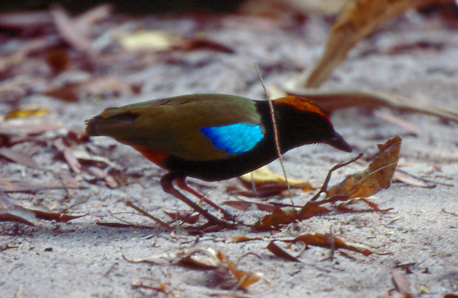
Esemplare al suolo nel Parco nazionale Kakadu

Si tratta di uccelli dall'aspetto paffuto e massiccio, con ali e coda piuttosto corte e arrotondate, zampe robuste, grossa testa con becco corvino.
Nonostante quanto potrebbe suggerire il nome comune, il colore predominante nella pitta arcobaleno è il nero: neri infatti sono la testa, la gola, la nuca, il petto, il ventre e i fianchi. Tutta l'area dorsale è di colore verde scuro, con tendenza ad assumere decise tonalità azzurre sulla schiena, mentre le copritrici primarie sono di colore turchese: dalla base del becco alla parte posteriore della testa passa un sopracciglio color bruno-ruggine, mentre il basso ventre e il sottocoda sono di colore rosso. Gli occhi sono marroni, il becco è nero, le zampe sono di color carnicino.

## Biologia

### Comportamento
Si tratta di uccelli diurni che tendono a essere solitari. Al mattino e al tramonto si mostrano meno schivi, mentre durante la giornata sono estremamente circospetti e timidi, che si muovono nel denso sottobosco alla ricerca di cibo, immobilizzandosi e nascondendosi nel folto della vegetazione al minimo rumore. 

### Alimentazione
La pitta arcobaleno si nutre perlopiù di invertebrati terrestri, come chiocciole, vermi, insetti e le loro larve: occasionalmente può nutrirsi anche di frutta e bacche.

### Riproduzione
Il periodo riproduttivo va da ottobre ad aprile, a seconda della durata della stagione delle piogge, con le coppie che spesso portano avanti due covate a stagione, secondo la disponibilità di cibo e nella fattispecie di lombrichi, alimento primario per i nidiacei.
Il nido viene costruito di preferenza alla biforcazione di un ramo d'albero, a un'altezza che va dal livello del suolo fino a 20 m, generalmente attorno ai 5 metri: esso ha una forma a cupola con apertura verso l'alto (spesso attorniata da oggetti decorativi come piume o pelame) e viene costruito da ambedue i partner intrecciando rametti, steli d'erba e altro materiale di origine vegetale.
Sono sempre entrambi i sessi ad avvicendarsi nella cova delle 3-5 uova, che sono biancastre con variegature brune e nerastre. La schiusa avviene dopo circa due settimane: i pulli, ciechi e implumi alla nascita, vengono accuditi e nutriti da ambo i genitori e lasciano il nido due settimane dopo la schiusa, salvo restare nei pressi (continuando a essere imbeccati dai genitori) per un'altra ventina di giorni prima di disperdersi, con la coppia di genitori che solitamente riutilizza il nido per una nuova covata a 4-5 giorni dall'involo della nidiata precedente.

## Distribuzione e habitat
La pitta arcobaleno è endemica dell'Australia settentrionale, dove abita il Territorio del Nord e l'Australia Occidentale, grossomodo nella zona compresa fra la Arnhem Land e la regione di Kimberley.
L'habitat di questo uccello è rappresentato dalle aree di foresta con presenza di abbondante sottobosco.

## Tassonomia
Se ne riconoscono due sottospecie:
- Pitta iris iris, la sottospecie nominale, diffusa nella fascia costiera del Territorio del Nord settentrionale, grossomodo nell'area fra Darwin e Groote Eylandt;
- Pitta iris johnstoneiana Schodde & Mason, 1999, diffusa nella porzione nord-orientale dell'Australia Occidentale, nella zona attorno alla città di Broome;

Le due sottospecie differiscono fra loro per dimensioni e tonalità di colorazione.